# Snåsa

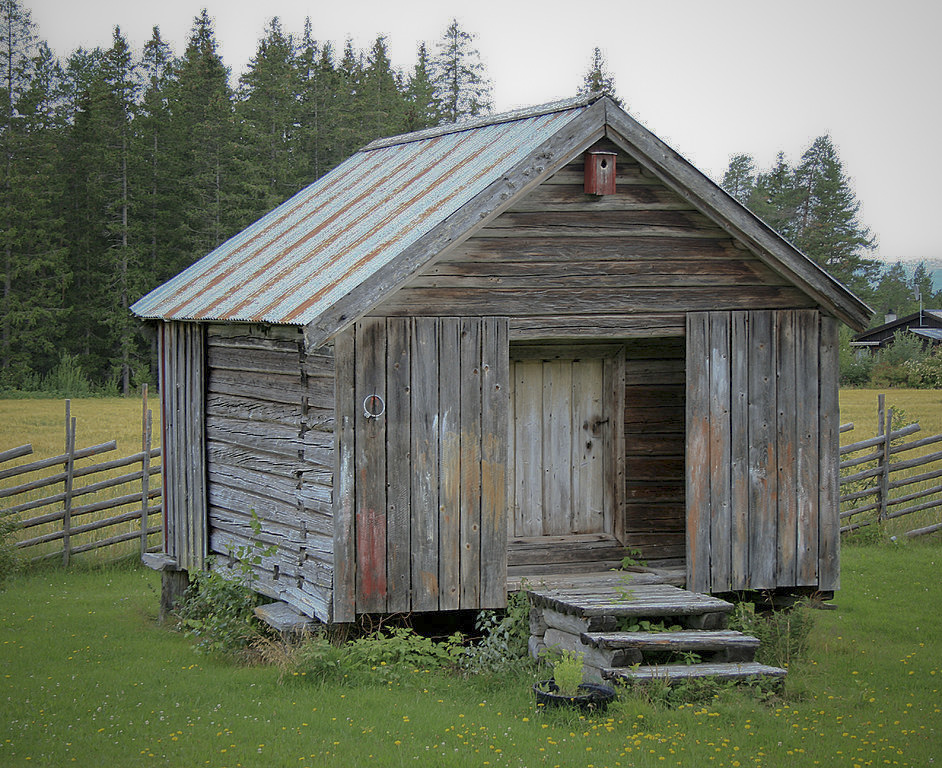
Un hórreo en el municipio

Snåsa (sami meridional: Snåase) es un municipio y pueblo de la provincia de Trøndelag, en Noruega. La capital municipal es el propio pueblo de Snåsa. Otros pueblos en el municipio son Agle y Jørstad.
A 1 de enero de 2015 tiene 2153 habitantes.
Junto con Hattfjelldal, es uno de los dos últimos lugares de Noruega donde se sigue utilizando el sami meridional, un idioma urálico en peligro de extinción del que solo quedan unos quinientos hablantes.
El topónimo deriva del nórdico antiguo Snǫs ("montaña o roca destacable"), que podría referirse al monte Bergsåsen ubicado junto al lago Snåsa. Fue establecido como formannskapsdistrikt en 1838 y sus límites municipales solo han sido alterados en 1874 para separar el municipio de Lierne.
El pueblo se ubica en el extremo oriental del lago Snåsa, unos 50 km al noreste de Steinkjer.